# One of My Turns
«One Of My Turns» és una cançó del grup anglès de rock Pink Floyd, inclosa al seu àlbum conceptual de 1979 The Wall. Té una duració de 3 minuts i 35 segons; va a continuació de «Young Lust» i dona pas a «Don't Leave Me Now». També es va publicar com a la cara B del senzill «Another Brick In The Wall, Pt.2».

## Composició
La cançó es pot dividir en tres parts: un diàleg, una part lírica silenciosa, i una part lírica d'alt nivell de so. A l'última paraula de la cançó, "away" de la frase "why are you running away?" (de l'anglès, "Per què estàs fugint?") Roger Waters arriba fins al màxim en el seu rang vocal, la qual cosa es repetiria a la cançó «The Gunner 's Dream» de l'àlbum de 1983 The Final Cut'.

## Trama
Així com les altres cançons de l'àlbum, «One of My Turns» explica la història del personatge fictici Pink, qui protagonitza l'àlbum. Pink convida a una noia a la seva habitació, després d'assabentar-se que la seva dona l'havia enganyat amb un altre. Al principi la groupie tracta de cridar la seva atenció, però ell està massa ocupat pensant en la seva dona com per tan sols immutar-se; llavors la cançó descriu la seva fallida relació amb la seva dona. A la televisió de fons es pot escoltar l'àudio de la pel·lícula The Dam Busters.
La noia segueix tractant de cridar la seva atenció fins que Pink explota (en aquest punt la música puja al màxim) i destrossa l'habitació en la qual es troba, cosa que provoca que la noia vulgui fugir. Al final de la cançó, Pink, indiferent, informa la groupie sobre la seva "favourite axe" (de l'anglès, "destral preferida") i li pregunta "would you like something to eat?", En referència al fet que la groupie es servís un got de aigua. Quan la groupie s'escapa ell li crida "Why are you running away?" (de l'anglès, "Perquè estàs fugint?"), sentint llàstima per ell mateix.

## Personal
- David Gilmour: Guitarra líder
- Nick Mason: Bateria i percussió
- Roger Waters: Veus i baix elèctric
- Richard Wright: Piano
- Bob Ezrin: Òrgan i sintetitzador prophet-5
- Lee Ritenour: Guitarra rítmica i guitarra rítmica amb ús d'un pedal wah-wah
- Trudy Young: Veu de la groupie[5]